# Analiza termograwimetryczna

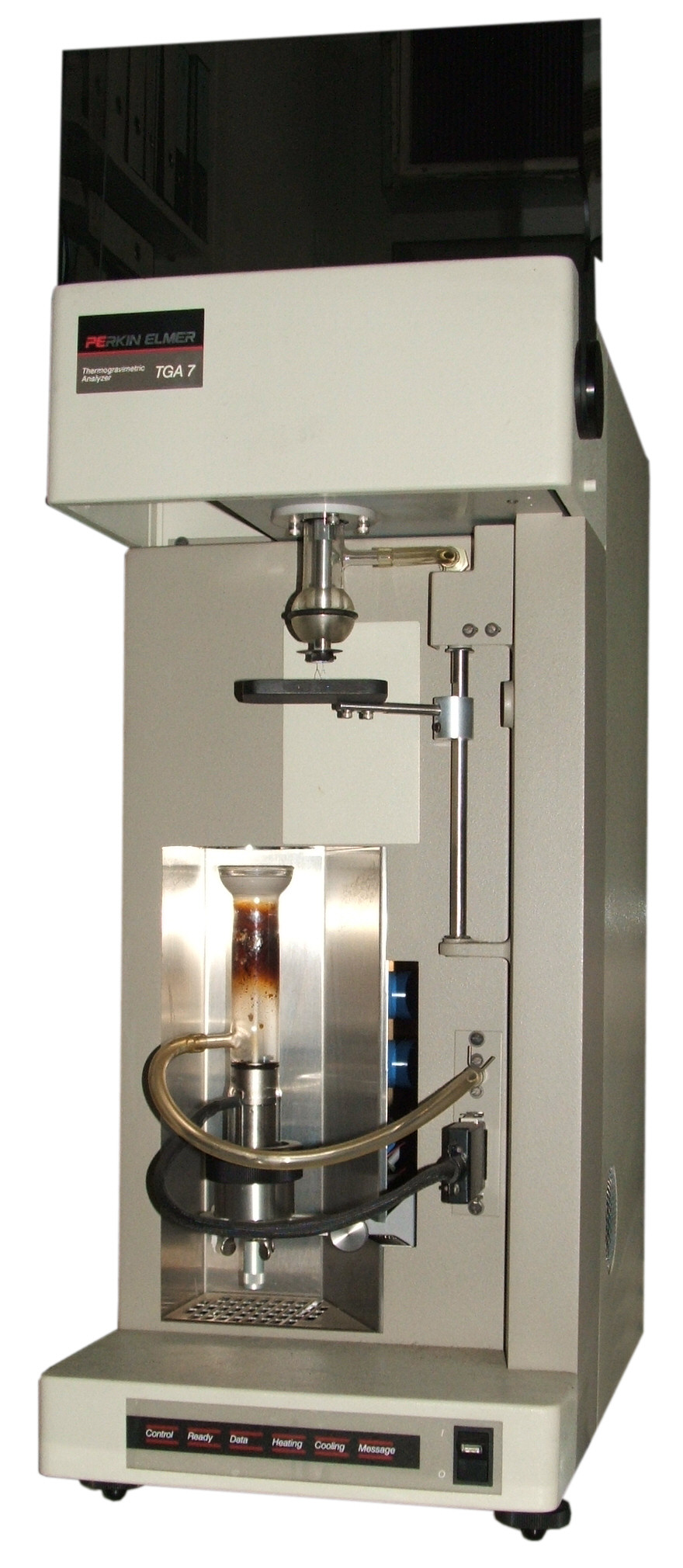
Analizator termograwimetryczny

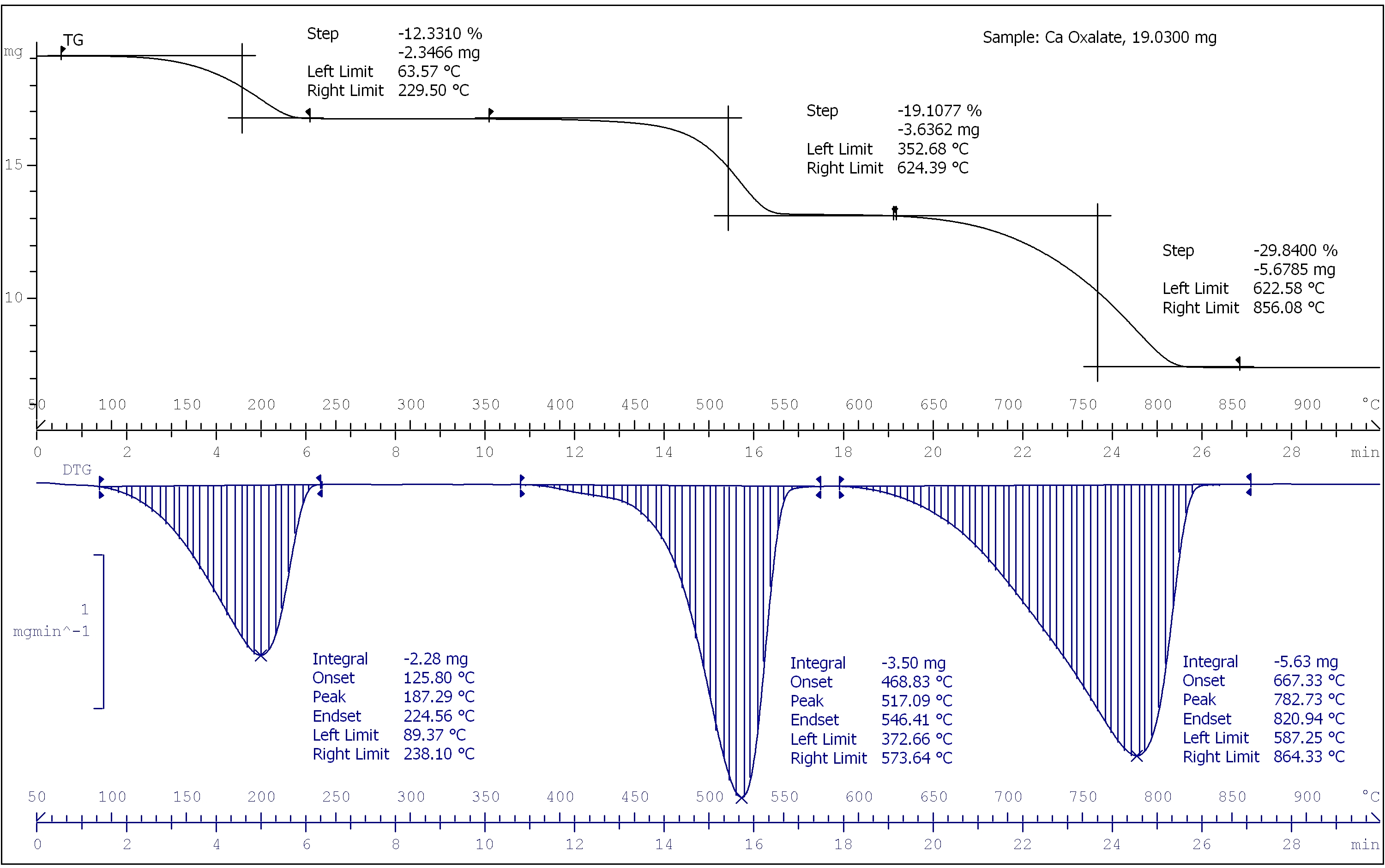
Termogram szczawianu wapnia

Analiza termograwimetryczna (termiczna analiza grawimetryczna; termograwimetria; skróty TGA lub TG z ang.: thermogravimetric analysis, thermogravimetry) – technika pozwalająca wnioskować o wielkości przemiany termicznej oraz o temperaturze w jakiej ta przemiana zachodzi. Pozwala także na oznaczenie poszczególnych składników badanej próbki. Ubytki lub przyrosty masy zależą w największym stopniu od stechiometrii reakcji, zachodzących podczas analizy.

## Metoda pomiaru
Za pomocą komory wagowej lub wagi termograwimetrycznej (termowaga) mierzy się zmianę masy danej substancji w zależności od zmian temperatur lub upływu czasu. Próbkę w naczynku (z platyny lub trójtlenku glinu) umieszcza się w piecyku, który jest połączony z termowagą. Próbkę ogrzewa się do danej temperatury, która może sięgać do 1600 °C. Ze względu na wysoką temperaturę, piec musi być chroniony przed wstrząsem termicznym. Aby temu zapobiec, stosuje się kwarc i tlenek magnezu, jako materiały ognioodporne. Pomiar danej temperatury realizuje się przy pomocy termopary, która znajduje się bezpośrednio przy naczynku próby. Pomiary TGA prowadzi się w atmosferze utleniającej (O2, powietrze) lub w atmosferze obojętnej (N2, Ar). Nowoczesne przyrządy umożliwiają zmianę gazu w trakcie pomiaru. Do pomiaru masy stosuje się szczególnie wrażliwą wagę elektroniczną (termowagę), wystarczająco oddaloną od pieca by uniknąć efektów korozji. 
Straty masy powodowane są przez:
- przemiany fazowe (parowanie, sublimacja)
- przemiany redukcji (redukcja)
- przemiany reakcji (utlenienie)

Układ rejestrujący zapisuje zmianę masy względem zmiany temperatury lub czasu: dm/dT lub dm/dt. Na takiej krzywej można wyróżnić obszar plateau (nie zachodzi zmiana masy) oraz obszar, w którym masa się zmienia na skutek wydzielania lotnych składników próbki. Zamiast krzywych TG, (lub często wspólnie z nimi) wykreśla się również różnicową krzywą termograwimetryczną, która jest pierwszą pochodną krzywej TG. Na takiej krzywej bardzo wyraźnie widać maksima i minima, które odpowiadają zmianom masy.

## Zastosowania
Metodę termograwimetrii stosuje się do:
- oznaczania wilgoci,
- analizy składu stechiometrycznego i identyfikacji produktów rozkładu,
- oznaczania produktów gazowych i analizy ilościowej (w połączeniu z IR lub MS),
- porównywania trwałości termicznej,
- charakterystyki surowców.